# Time Out of Mind
Time Out of Mind é o trigésimo álbum de estúdio do cantor Bob Dylan, lançado a 30 de Setembro de 1997.
O disco atingiu o nº 10 da Billboard 200.
Em 2003, o disco foi incluído na lista da revista Rolling Stone no nº 408 dos 500 Melhores Álbuns de Todos os Tempos.
Este disco venceu três Grammy Awards nas categorias "Best Contemporary Folk Album", "Album Of The Year" e a música 
"Cold Irons Bound" na categoria "Best Male Rock Vocal".

## Faixas
Todas as faixas por Bob Dylan
1. "Love Sick" – 5:21
2. "Dirt Road Blues" – 3:36
3. "Standing in the Doorway" – 7:43
4. "Million Miles" – 5:52
5. "Tryin' to Get to Heaven" – 5:21
6. "'Til I Fell in Love with You" – 5:17
7. "Not Dark Yet" – 6:29
8. "Cold Irons Bound" – 7:15
9. "Make You Feel My Love" – 3:32
10. "Can't Wait" – 5:47
11. "Highlands" – 16:31

## Créditos
- Bob Dylan – Guitarra, harmónica, piano, vocal
- Bucky Baxter – Guitarra acústica
- Brian Blade – Bateria
- Cindy Cashdollar – Guitarra
- Jim Dickinson – Teclados, piano, órgão
- Tony Garnier – Baixo
- Jim Keltner – Bateria
- David Kemper – Bateria em "Cold Irons Bound"
- Daniel Lanois – Guitarra
- Tony Mangurian – Percussão
- Augie Meyers – Órgão, acordeão
- Duke Robillard – Guitarra
- Winston Watson – Bateria em "Dirt Road Blues"